# Acemya tibialis
Acemya tibialis là một loài ruồi trong họ Tachinidae.